# Ро, Виктор
Виктор Мишель Ро (фр. Victor Michel Rault; 22 апреля 1858, Динан — июль 1930, Париж) — французский и саарский политик; префект департамента Иль-и-Вилен (1902—1907), а затем — департаментов Луары-Инферьер и Марна (1907—1919). В 1920 году стал первым председателем управляющей комиссии Территории Саарского бассейна.

## Биография
Виктор Ро родился 22 апреля 1858 года в городе Динан (Бретань). После Первой мировой войны Ро являлся ключевым советником Жоржа Клемансо во французской политике в отношении к региону Саар. После подписания Версальского мирного договора, 13 февраля 1920 года, Ро стал первым президентом правительственной комиссии Саара при Лиге Наций — председателем управляющей комиссии региона, ставшего мандатной территорией. Оставался на данном посту до 18 марта 1926 года. Скончался в июле 1930 года в Париже.